# Степное (Чугуевский район)
Степно́е (укр. Степове; до 18 февраля 2016 г. — Петро́вское) — село, Ивановский сельский совет, Чугуевский район, Харьковская область, Украина.
Код КОАТУУ — 6325483403. Население по переписи 2001 года составляло 138 (66/72 м/ж) человек.

## Географическое положение
Село Степовое находится между реками Во́лчий Яр, Гни́лица и Кра́йняя Балакле́йка (5-7 км).

## История
- 1928 — дата именования хутора Каменка Петровским в честь украинского советского деятеля товарища Григория Петровского.
- В 1960-е годы село входило в Чкаловский сельсовет[7].
- После 1967 года село вошло в Ивановский сельский совет (Чугуевский район).
- февраль 2016 года — название села было «декоммунизировано»[8][9] и оно переименовано в Степно́е[1][2][3][4][5] (укр. Степове).

## Название
При СССР в 1920-е — 1930-е годы в области прошли множественные именования значительной части населённых пунктов в «революционные» названия — в честь Октябрьской революции, пролетариата, сов. власти, Кр. армии, социализма, Сов. Украины, деятелей «демократического и революционного движения» (Т. Шевченко, Г. Петровского) и новых праздников (1 мая и др.)
В 1920-х годах село было названо Петровским в честь советского государственного деятеля Григория Ивановича Петровского.
Одинаковые названия приводили к путанице, так как в одной Харьковской области рядом могли оказаться сёла с такими же названиями: в одной Харьковской области находились в 2016 году девять Петровских: Петровское (Балаклейский район), Петровское (Двуречанский район), Петровское (Кегичёвский район), Петровское (Краснокутский район), Петровское (Близнюковский район), Петровское (Волчанский район), Петровское (Зачепиловский район), Петровское (Лозовской район), Петровское (Чугуевский район).
На территории УССР находились 69 населённых пунктов с названием Петровское.

## Экономика
- При СССР в селе была молочно-товарная ферма (МТФ).